# Riccardo Pavan
Pas d'image ? Cliquez ici

a Compétitions nationales et continentales officielles uniquement.

b Matchs officiels uniquement.
Riccardo Pavan (né le 13 octobre 1986 à Conegliano, dans la province de Trévise en Vénétie, Italie), est un joueur de rugby à XV italien. Il joue en équipe d'Italie et évolue au poste d'ailier ou de centre au sein de l'effectif du Rugby Rovigo (1,87 m pour 85 kg). 
Son frère Gilberto évolue au sein de l'effectif du Aironi Rugby.

## Carrière

### En club
- 2006-2010 : Rugby Parme  Italie
- 2010-2011 : Rugby Rome ( Italie)
- 2011-2012 : Rugby Rovigo ( Italie)
- 2012-     : Rugby Viadana ( Italie)

### En équipe nationale
Il a honoré sa première cape internationale en équipe d'Italie le 21 juin 2008 contre l'Afrique du Sud.

## Palmarès

### En équipe nationale
(À jour au 22.03.2009)
- 1 sélection en équipe d'Italie depuis 2008
- Sélections par année : 1 en 2008
- Tournoi des Six Nations disputé : aucun.

En coupe du monde : néant.